# Ремі Дешам
Ремі Дешам (фр. Rémy Descamps, нар. 25 червня 1996, Марк-ан-Барель, Франція) — французький футболіст, воротар «Ліона».

## Ігрова кар'єра
Ремі Дешам приєднався до футбольної академії «Парі Сен-Жермен» у 2013 році. Через три роки — у 2016 році він разом з командою (U-19) дійшов до фіналу Юнацької ліги УЄФА. В тому ж році Дешам підписав з клубом свій перший професійний контракт.
Але пробитися до основи ПСЖ воротар не зумів і в 2018 році змушений був відправитися в оренду. Він грав у клубах «Тур» та «Клермон». Влітку воротар підписав контракт з бельгійським «Шарлеруа».
Та вже через два роки, влітку 2021 Дешам повернувся до Франції, де приєднався до клубу Ліги 1 «Нант», з яким підписав трирічний контракт.
23 серпня 2024 року підписав доєднався до клубу «Олімпік» (Ліон) як вільний агент, підписавши контракт на три роки. 

## Титули
Парі Сен-Жермен
- Фіналіст Юнацької ліги УЄФА: 2015/16

Нант
 Переможець Кубка Франції: 2021/22